# Trije jajčki
Trije jajčki je prekmurska ljudska pravljica. Zapisala jo je Frančiška Žökš iz Kovačevcev.
Prvič je bila objavljena v zbirki pravljic z naslovom Narodne pravljice iz Prekmurja, v Mariboru; Učiteljski dom, 1923 – 1928.

## Obnova
Pravljica Trije jajčki govori o bogatašu, ki se je želel poročiti z dekletom, ki ni ne od očeta in ne od matere. Po dolgem in neuspešnem iskanju, ga nekega dne sreča berač. Ta bogataša prosi, naj mu da tistega, česar ima največ. Bogataš mu odvrne, da ima veliko denarja, še več pa žalosti, in mu zaupa svoje težave. Berač bogatašu zato podari tri jajčke in mu naroči, naj zlomi eno jajce ko bo prišel do potoka in ga spusti v vodo. Bogataš ga nagradi, spravi jajčka in se odpravi na pot.
Vendar pa ne ravna tako, kot mu je naročil berač, saj ga premaga radovednost. Razbije prvo jajce. Ko poči lupina, iz nje skoči lepa deklica, zakriči da jo muči žeja in še isti hip umre. Bogataš, misleč, da je deklica umrla, ker mu je jajce padlo na trda tla, drugo jajce razbije nekoliko bolj previdno. Iz lupine skoči še lepša deklica, a se dogodek spet ponovi. Ko bogataš nato končno prispe do potoka, stre še tretji jajček in ga spusti v vodo, iz katere se dvigne zelo lepa zlatolasa deklica. Ker je bila gola, ji je bogataš predlagal, naj ga počaka v grmovju, on pa ji bo prinesel obleko.
Takoj ko je odšel, je k deklici pristopila ciganka in jo z vso silo vrgla v vodo. Ko se je bogataš vrnil ga je ciganka prepričala, da je ona tista deklica. Bogataš ji vrjame in ne preostane mu drugega, kot da se z njo poroči. Njun zakon je bogatašu povzročal še večjo žalost zato se je vedno znova vračal k potoku.
Nekega dne je v njem zagledal zlato ribico in za dogodek povedal svoji ženi. Čez nekaj časa ciganka zboli in možu reče, da bo ozdravela le, če bo pojedla zlato ribico. Mož ji prinese in speče ribico, eno luskico pa shrani. Nekega dne jo izgubi, ker mu pade na tla, na tem mestu pa nato zraste velika hruška, ki je ponoči cvetela, zjutraj pa obrodila zlate hruške. Čez čas žena spet zboli, takrat pa naj bi jo ozdravilo le to, da bi ji mož zakuril z lesom zlate hruške. Bogataš zato pokliče drvarja, da jo poseka. 
Drvar pa si je vzel majhno trsko, jo nesel domov in shranil v omaro. Bil je vdovec, zato je pogosto, ko je prišel z dela, prišel v neurejen dom. To pa se je, ko je domov prinesel trsko, nenadoma spremenilo. Vedno, ko je prišel domov, je bil njegov dom urejen, čakala pa ga je tudi večerja. Zanimalo ga je kdo je tako prijazen, o dogodku pa je povedal tudi bogatašu. Tako je nekega jutra, namesto, da bi šel na delo, pogledal skozi ključavnico. Videl je deklico, ki je stopila z omare in pričela pospravljati. Hitro je planil v hišo, zaprl omaro, bogataš pa je stopil k deklici in jo objel. Deklica mu je povedala za vse, kar se ji je zgodilo. 
Ko bogataš pride domov, vpraša ženo, kakšno kazen zasluži tisti, ki uniči nedolžno dušo. Ta mu odvrne, da si takšen človek zasluži smrt. Tako sama sebi napove smrtno obsodbo, bogataš pa se poroči z deklico.

## Analiza pravljice po Brunu Bettelheimu
Poroka/zakon: Po Bettelheimu zveza s kaznovanjem in iztrebljanjem zla simbolizira moralno etnost na najvišji ravni, hkrati pa je, ko junak najde pravega partnerja, za vedno presežena tesnoba pred ločitvijo.
Trojica: Tri je mistično in pogosto sveto število. V nezavednem število tri označuje spolnost; ker imata oba spola po tri zunanje spolne znake.
Srečni konec: Pravljica lahko vsebuje veliko sanjskih oz. nerealnih potez, vendar ima pred sanjami to prednost, da ima trdno zgradbo z določenim začetkom/zapletom in zgodbo, ki se razpleta proti srečnemu končnemu razpletu.

## Značilnosti ljudskega slovstva v obravnavani pravljici
- okrasni pridevek: prekrasna deklica, rjava ciganka
- pomanjševalnica: jajček, ribica
- ljudsko število: trije jajčki, sedem sosednjih držav
- naspotje: mlada – starikava, bela - črna
- osebe nimajo imen (bogataš, berač, ciganka, drvar, deklice)

## Motivno – tematske povezave
Glavni motiv v pravljici je bogataševo hrepenenje po deklici ki ni ne od matere in ne od očeta ter njuna poroka. V pravljici se pojavljata dve pravljični števili; tri (trije jajčki) in sedem (sedem držav). Glavni junak pravljice hrepeni po poroki z želeno osebo, vendar mu naivnost to prepreči. Na koncu pa vendarle sledi zanj ugoden razplet in srečen konec; to je poroka z deklico.
Naslov variante obravnavane pravljice je Od dekline, ki je nej bila od matere rojena.

## Izdaje
- Slepi bratec; prekmurske ljudske pripovedi, Rožnik Pavle, Mladinska knjiga, 1981
- Slovenske pravljice, Nova revija, 2002 (Zbirka Pravljice/Nova revija)